# Waka Nationalpark
Waka Nationalpark (fransk: Parc national de Waka) er en nationalpark der ligger i det centrale Gabon. Waka ligger i Chaillumassivet, omkring 450 km fra Libreville, og beskytter over 1.000 2 regnskov og savanne, der er op til 40.000 år gammel.
Et af de mest slående træk ved dette område er Ikobe-Ikoi-Onoi-riftet, som er dybt indskåret i landskabet.